# غرايم إدي
غرايم إدي (بالإنجليزية: Graeme Ede) هو لاعب رماية نيوزيلندي، ولد في 7 فبراير 1960.

## وصلات خارجية
- غرايم إدي على موقع أوليمبيديا (الإنجليزية)
- غرايم إدي على موقع اللجنة الأولمبية النيوزيلندية (الإنجليزية)
- غرايم إدي على موقع اتحاد ألعاب الكومنولث (مؤرشف) (الإنجليزية)